# Giovanni Battista Rocca
Don Giovanni Battista Rocca (Rovagnate, 26 febbraio 1891 – Esino Lario, 8 marzo 1965) è stato un presbitero, partigiano, inventore e politico italiano.

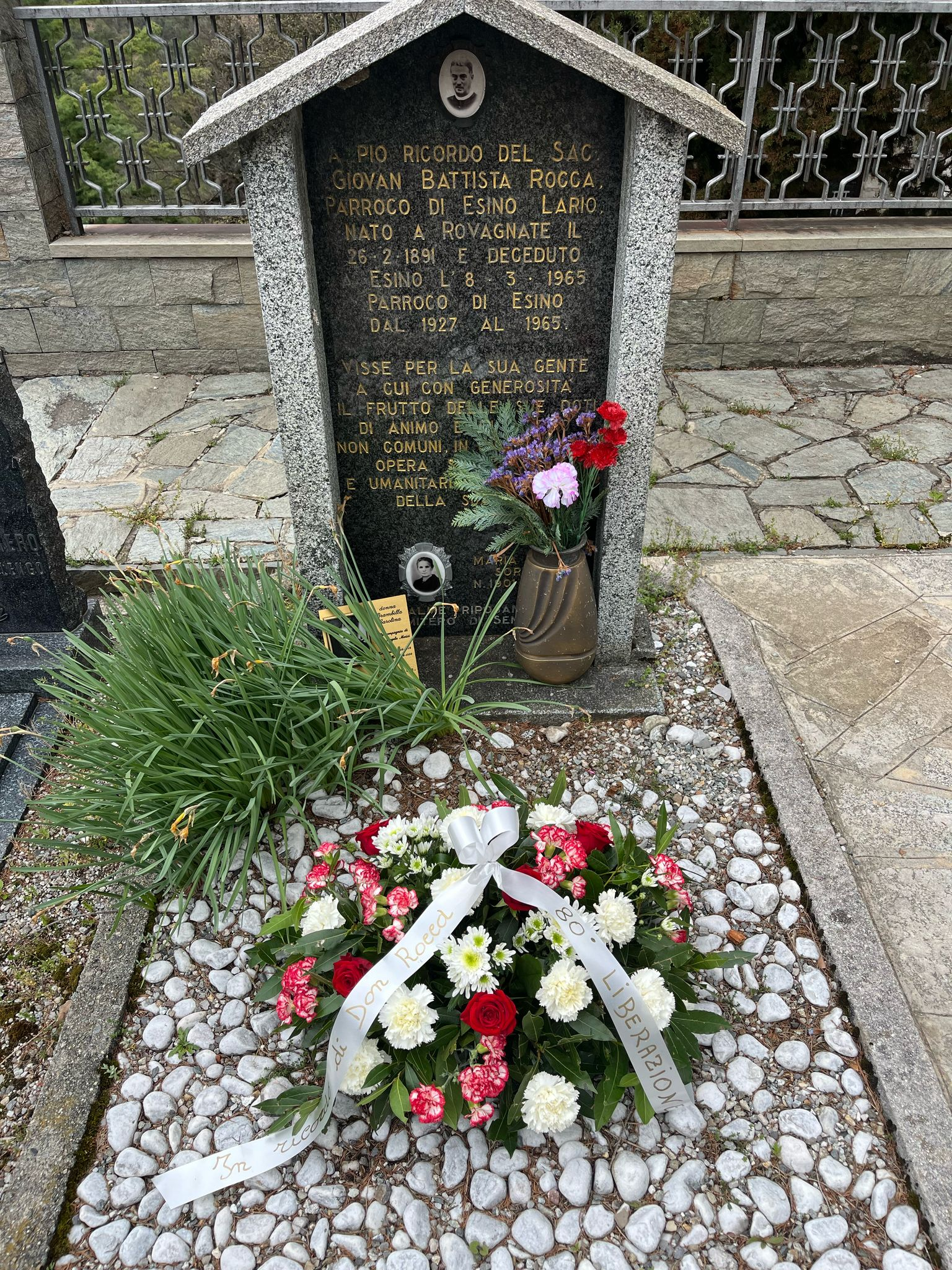
Tomba di don Rocca (Esino Lario).

Ordinato sacerdote nel 1915, don Rocca dedicò gran parte della sua vita al servizio della comunità di Esino Lario, dove esercitò un'importante attività pastorale e sociale. Fu tra i fondatori del Partito Popolare Italiano e si distinse per il suo impegno a favore dei diritti dei contadini. Oltre alla sua vocazione religiosa, è noto per l'invenzione del "fuso Rocca", un telaio innovativo per la tessitura, e per la fondazione della Scuola di arazzeria, con opere di pregio premiate dalla Triennale di Milano. Durante la Seconda guerra mondiale, si impegnò attivamente nella Resistenza, proteggendo perseguitati e partecipando alla lotta contro il regime fascista. Nel secondo dopoguerra fondò il Museo delle Grigne.

## Biografia
Giovanni Battista Rocca nacque a Rovagnate nel 1891, figlio di Gaspare Rocca e Emilia Brambilla; Ambrogio Rocca, lo zio paterno, era parroco a Senago. Per ragioni lavorative, la famiglia Rocca si trasferì a Vercelli, dove il giovane Giovanni Battista ebbe l'opportunità di frequentare il liceo. Successivamente entrò in seminario e venne ordinato sacerdote il 3 maggio 1915 in Duomo dall'arcivescovo di Milano Andrea Carlo Ferrari. 
Il primo incarico ministeriale fu a Malgrate, nel ruolo di coadiutore. Fu tra i fondatori del Partito Popolare di don Sturzo a Lecco (eletto nelle file provinciali) e per molti anni mantenne relazioni con figure politiche di rilievo nazionale come Achille Grandi. Si impegnò a difesa dei diritti dei contadini e diede alle stampe il libro bianco L'agitazione dei contadini milanesi e comaschi, con la prefazione di Achille Grandi. Nel 2021 dà alle stampe L’agitazione dei contadini milanesi e comaschi. Negi anni venti fu docente della Cattedra Ambulante di Agricoltura per la provincia di Como.
Nel 1927 Eugenio Tosi lo inviò a Esino Lario, presso la comunità della Chiesa di San Vittore, dove sarebbe rimasto per il resto della vita. In qualità di parrocco, si dedicò al servizio spirituale e materiale della comunità, spesso con prese di posizione contro il podestà locale e maestro di calligrafia Giuseppe Pensa. Qui ideò un giardino alpino da realizzare a Esino Lario e corrispose con il naturalista e botanico svizzero Henry Correvon e con il botanico Robert Keller rispetto ad una specie di rosa individuata in Agueglio. Il progetto venne avviato nel 1928-1929 ma non fu mai portato a termine. Nell'estate del 1935, rispetto ad un interesse per i fossili, corrispose con Julius Pin del Naturhistorisches Museum e pose le basi per il futuro Museo delle Grigne.
Molto attivo nel tessuto sociale di Esino Lario, introdusse la coltivazione della patata bianca e fondò la Scuola degli arazzi. Inventò e brevettò un telaio innovativo per la tessitura degli arazzi. Questo telaio, chiamato "fuso Rocca", era progettato per rendere la tessitura più veloce e efficiente rispetto ai metodi tradizionali. La sua invenzione, protetta con brevetto anche in Belgio e Francia, ha permesso di migliorare la qualità e la produttività della manifattura di arazzi di Esino Lario, contribuendo significativamente al successo della scuola che fondò. La Scuola venne fondata nel 1936 e ottenne l'attenzione della Galleria del Fiore e della Triennale di Milano, dove viene premiata con Medaglia d'oro alle edizioni del 1940, 1951 e 1954 e dove, nel 1957, la galleria del Fiore di Milano, diretta da Luciano Cassuto e legata all'attività del gruppo MAC Movimento Arte Concreta, espone una serie di opere tessute su cartoni di Aymone, Bordoni, Chighine, Gianni Dova, Magnelli, Enrico Prampolini, Pino Reggiani, Atanasio Soldati e Ettore Sottsass jr. Molti arazzi nel 2017 sono stati presentati alla Triennale di Milano alla Mostra "Intrecci del Novecento Arazzi e tappeti di artisti e manifatture italiane.
Durante la seconda guerra mondiale, si adoperò nel proteggere i perseguitati, compresi i familiari di Benito Mussolini, figli di Vittorio Mussolini (Adria e Guido), insieme alla loro madre Orsola Buvoli. Furono informati della situazione sia la Curia ambrosiana che Lino Poletti, a capo della 89ª Brigata Garibaldi "Fratelli Poletti", presente sulla sponda orientale del Lago di Como. Questi furono nascosti nella colonia del PIME di Esino Lario. In una lettera al cardinal Schuster, don Rocca descrisse queste azioni come un modo di praticare la "carità cristiana", evidenziando la sua capacità di operare al di là delle convenzioni del tempo. Il 27 ottobre 1944 la segreteria particolare del Duce gli indirizza una nota di ringraziamento.
Nella lotta di resistenza partigiana, fu referente per l'area di Esino Lario e prese parte con tessera delle Fiamme Verdi "Corpo Volontari della Libertà". Venne imprigionato dal 1° al 4 novembre 1944 a Barzio, presso il comando tedesco. Nel 1947 fondò il Museo delle Grigne.
Morì nel 1965 e fu sepolto nel cimitero di Senago.

## Opere
- Don Battista Rocca, L'agitazione dei contadini milanesi e comaschi, Federazione Interprovinciale Leghe Contadini di Milano - Como, Monza, 1921
- Don Battista Rocca, Il Castello d'Esino Lario, stampa anastatica, 1932.
- Don Battista Rocca, Un Villaggio Giardino di Montagna, Soc. An. Poligrafica degli Operai, 1935
- Don Battista Rocca, La Nuova Rocca per filare torcere, ritorcere, binare, aspare, far spolette, Tipografia delle Missioni (Milano), 1936.
- Don Battista Rocca, La parrocchia di Esino nel Venticinquennio 1927-1952 (dalle note d'archivio), Tipografia Orfanotrofio, Lecco, 1952.

## Riconoscimenti
- Viale don Giovanni Battista Rocca, si tratta del viale della Croce (Esino Lario) che conduce alla parrocchia.